# Tuzigoot Pueblo
Tuzigoot Pueblo est un site archéologique du comté de Yavapai, dans l'Arizona, aux États-Unis. Il se compose des ruines de constructions édifiées par les Sinaguas. Protégé au sein du Tuzigoot National Monument, il est inscrit au Registre national des lieux historiques, depuis le 15 octobre 1966, sous le nom de Tuzigoot National Monument Archeological District.